# Babou Condé
Babou Condé est un griot traditionaliste guinéen du XXe siècle. Il est connu pour avoir récité une version de l'épopée de Soundiata à l'intention de l'écrivain Camara Laye qui en a donné une transcription écrite.
Camara Laye rencontre Babou Condé dans le village guinéen de Kouroussa le 15 mars 1963. Babou Condé paraît alors octogénaire ou nonagénaire, sans que Laye puisse préciser davantage son âge. Il a alors le statut de belen-tigui ou « maître de la parole de l'Hamana », un griot traditionaliste, et il est très réputé. Selon lui, son ancêtre, Frémori Condé, était le griot d'Imouraba Keïta, fils de Manden Bory, frère de Soundiata Keïta ; Manden Bory, venu du Manden jusque dans l'actuelle Guinée, fut le fondateur de l'Hamana à Kouroussa, en Guinée. Camara Laye prépare sa visite en s'habillant d'un caftan et en apportant les cadeaux traditionnels (de l'argent représentant la valeur d'un mouton ainsi que dix colas blanches servant de menue monnaie en Guinée). En échange, le griot accepte de le recevoir rapidement et d'être enregistré sur un magnétophone. Camara Laye reste chez Babou Condé pendant un mois, du 16 mars au 16 avril 1963, pour recueillir ses paroles. Il enregistre ainsi, entre autres, une version de l'épopée de Soundiata qu'il transcrit, traduit et adapte sous une forme romancée avant de la publier en 1978 sous le titre Le Maître de la parole en référence à Babou Condé. Laye indique : « Il faudrait plus d'une vie pour transcrire tout ce que Babou Condé avait dit alors !-du 16 mars au 16 avril 1963... »